# Tamás Decsi
Tamás Decsi (Kazincbarcika, 15 de outubro de 1982) é um esgrimista húngaro, medalhista olímpico.

## Carreira
Decsi conquistou a medalha de bronze nos Jogos Olímpicos de Verão de 2020 em Tóquio ao lado de Áron Szilágyi, András Szatmári e Csanád Gémesi, após confronto contra os alemães Max Hartung, Benedikt Wagner, Richard Hübers e Matyas Szabo na disputa de sabre por equipes.